# Settima generazione delle console
La settima generazione delle console, iniziata nel 2004 con l'uscita del Nintendo DS e conclusasi nel 2017 con la dismissione della PlayStation 3, è stata caratterizzata da una definizione grafica sempre più elevata e dal consolidamento dei servizi on-line che permettono di giocare in multiplayer insieme ad utenti provenienti da tutto il mondo, oltreché dai gamepad senza fili come il Wiimote.
Ancor più che nella generazione precedente, si è stabilita una sorta di parità di contenuti tra Sony e Microsoft; per almeno il 70% dei cataloghi di Xbox 360 e PS3, infatti, i titoli usciti per l'una sono usciti anche per l'altra, principalmente a causa dei costi di sviluppo dei videogiochi sempre più alti. Nintendo si è invece focalizzata su nuovi sistemi di fruizione del medium videoludico.

## Console fisse

### Sistemi proprietari
|                        | Xbox 360 | PlayStation 3 | Wii |
| ---------------------- | --- | --- | --- |
| Fotografia             | Logo Xbox 360 · Xbox 360 Arcade · Xbox 360 Pro · Xbox 360 S · Xbox 360 E | Logo PS3 · PS3 · PS3 Slim · PS3 SuperSlim | Logo Wii · Wii · Wii Mini |
| Produttore             | Microsoft | Sony | Nintendo |
| Prezzi europei         | €199,90 / £199,99 (Arcade) €299,99 / £209,99 (Core) (versione sostituita) €399,99 / £279,99 (Premium) €249,99 (Elite) | €249,99 / £149,99 (160 GB) (ultima versione) €599,99 / £424,99 (60 GB/ premium) (versione sostituita) €399,99 / £299,99 (80 GB/ nuova versione) | €249,99 / £179,99 (con Wii Sports incluso) |
| Prezzi statunitensi    | $279,99 (Arcade) $299,99 (Core) (versione sostituita) $399,99 (Premium) (20GB) (versione sostituita) $349,99 (Premium) (60GB) $479,99 (Elite) (120GB) | $499,99 (20 GB / Basic) (versione sostituita) $599,99 (60 GB / Premium) (versione sostituita) $399.99 (40 GB) (versione sostituita) $599.99 (80 GB/ vecchia versione) $399,99 (80 GB / nuova versione) $499,99 (320 GB) | $249,99 (con Wii Sports incluso) |
| Prezzi giapponesi      | ¥27.800 (Arcade) ¥29,000 (Core) (versione sostituita) ¥39.795 (Premium) (20 GB) (versione sostituita) ¥29.800 (Premium) (60 GB) ¥47.800 (Elite) | ¥49.980 (20 GB / Basic) (versione sostituita) ¥59.980 (60 GB / Premium) (versione sostituita) ¥39.980 (40 GB) (versione sostituita) ¥49.980 (80GB / vecchia versione) (versione sostituita) ¥39.980 (80 GB / nuova versione) | ¥25.000 (senza Wii Sports) |
| Date di uscita         | - 22 novembre 2005 - 2 dicembre 2005 - 10 dicembre 2005 - 23 marzo 2006 | - 11 novembre 2006 - 17 novembre 2006 - 23 marzo 2007 - 23 marzo 2007 | - 19 novembre 2006 - 2 dicembre 2006 - 7 dicembre 2006 - 8 dicembre 2006                                                                           |
| Unità vendute          | 85,49 milioni | 86,46 milioni | 101,63 milioni |
| Videogioco più venduto | Kinect Adventures! (21,77 milioni) | Grand Theft Auto V (21, 14 milioni) | Wii Sports (82,90 milioni) |
| Accessori inclusi      | Arcade: - Controller Xbox - cavo per video composito - cavo RCA stereo - un mese di Xbox Live Gold - Memory Card 256 MB - retrocompatibilità hardware dei giochi Xbox Premium: - Include tutto della precedente versione più: - disco rigido esterno (al posto della memory card, da 60GB in UK e USA) - cavo Ethernet - cuffie e microfono Xbox Live - cavo Component HD AV - TOSLINK output port Elite: - Include tutto della precedente versione più: - disco rigido esterno da 120 GB - cavo TOSLINK e RCA separati - cavo HDMI - la console e gli accessori sono neri | 20 GB: - Sixaxis wireless - cavo Ethernet - cavo USB - cavo stereo AV - retrocompatibilità hardware dei giochi PS2 40 GB: - Include tutto della versione 20 GB più: - IEEE 802.11 b/g Wi-Fi - privo delle due porte USB e della retrocompatibilità PS2 - DualShock 3 al posto del Sixaxis (solo in Giappone) 60 GB: - Include tutto delle versioni 20 GB e 40 GB più: - lettore CompactFlash, Secure Digital, e Memory Stick Flash card - retrocompatibilità software dei giochi PSone e PS2 nei modelli PAL - retrocompatibilità hardware dei giochi PSone e PS2 nei modelli NTSC 80 GB (versione 2007): - Include tutto della versione 60 GB più: - retrocompatibilità software dei giochi PSone e PS2 80 GB (versione 2008): - Include tutto della versione 40 GB più: - DualShock 3 al posto del Sixaxis 320 GB: - Include tutto della versione 60 GB | - cavo AV composito - controller Wii Remote e Nunchuk - sensore - stand per la console - 2 batterie stilo - retrocompatibilità con giochi GameCube |

### Altri sistemi
|                | EVO Smart Console | HyperScan       | Zeebo              |
| -------------- | ----------------- | --------------- | ------------------ |
| Fotografia     |                   | HyperScan       | Logo Zeebo · Zeebo |
| Data di uscita | 20 ottobre 2006   | 30 ottobre 2006 | 25 maggio 2009     |

## Console portatili

### Sistemi proprietari
|                | DS | PlayStation Portable |
| -------------- | --- | --- |
| Fotografia     | Logo Nintendo DS · Logo Nintendo DS Lite · Logo Nintendo DSi · Logo Nintendo DSi XL · Nintendo DS · Nintendo DS Lite · Nintendo DSi · Nintendo DSi XL | Logo PSP · Logo PSP Go · PSP · PSP Slim & Lite · PSP 3000 · PSP Go · PSP Street |
| Produttore     | Nintendo | Sony |
| Prezzi europei | €149,90 / £125,50 (DS) €150/159,99 / £125,99 (DS Lite) €179,99 / £150,99 (DSi) €189,90 / £155 (DSi XL)                                                | €259,99 / £215,99 (PlayStation Portable) €169,99 / £140,99 (PlayStation Portable Slim & Lite) €129,00 / £ 165,99 (PlayStation Portable 3000) €250,00 / £205,00 (PlayStation Portable Go) €99,00 (PlayStation Portable-E1000) |

### Altri sistemi
|                | GP2X Caanoo               | Fusion: 30-In-1 Portable Arcade | GP2X WIZ          | Leapster2   |
| -------------- | ------------------------- | ------------------------------- | ----------------- | ----------- |
| Fotografia     | Logo Caanoo · GP2X Caanoo |                                 | GP2X Wiz          |             |
| Data di uscita | 2010                      | 2010(?)                         | 2009              | 2008        |
|                | Mi2 / PDC Touch           | Pandora                         | Pelican VG Pocket | Dingoo A320 |
| Fotografia     |                           | Pandora                         |                   | Dingoo A320 |
| Data di uscita | 2009                      | 2010                            | 2006              | 2009        |
|                | Ez MINI                   | Gemei X760+                     | LetCool N350JP    | GP2X        |
| Fotografia     |                           |                                 |                   | GP2X        |
| Data di uscita | 2005                      | 2009                            | 2011              | 2005        |
|                | Gizmondo                  | Digiblast                       |                   |             |
| Fotografia     | Gizmondo                  |                                 |                   |             |
| Data di uscita | 2005                      | 2005                            |                   |             |